# II. Viktor pápa
II. Viktor (Nordgau, 1018 – Arezzo, 1057. július 28.) léphetett a pápai trónra a történelem folyamán 153.-ként.  VI. Benedek (973.),  V. Gergely (996.),  II. Kelemen (1046.),  II. Damáz (1048.),  IX. Leó (1048.),  IX. (X.) István (1057.) és  XVI. Benedek (2005.) mellett egyike volt azoknak az egyházfőknek, akik német származásúak voltak. Viktor egyike volt azoknak a reformpápáknak is, akiket Hildebrand bíboros nyomására ismert el a császár és a lateráni zsinat. Ennek megfelelően Viktor pontifikátusa követte azokat a nyomokat, amelyeken IX. Leó pápa is járt.

## Úton Rómába

### A család
Eredetileg Gebhard von Dollnstein-Hirschberg néven született a mai Bajorországban Nordgau városában 1018 körül. (Más források viszont Svábföldet említik szülőhelyeként.) Abban mindegyik kortárs krónika egyetért, hogy Hartwig, Calw, Dollnstein és Hirschberg grófja valamint Baliza grófné gyermekeként látta meg a napvilágot. Az igen jó kapcsolatokkal rendelkező családot férfiágon rokonaiként ismerte el III. Henrik német-római császár is. 

A grófi család legidősebb fiú gyermekét a kor kiváló mesterei nevelték, és ezáltal Gebhard igen közel került a katolikus egyházhoz, majd a szeminárium elvégzése után az Úr szolgálatába állt.

Klerikusként pályafutása igazán 1042-ben vette kezdetét, amikor nagybátyja, III. Gebhard, Regensburg püspöke a goslari birodalmi gyűlésen őt ajánlotta Henriknek, hogy nevezze ki az eichstätti egyházmegye élére. A császár eleinte vonakodott Gebhard kinevezésétől, hiszen még csak 24 éves volt, de a mainzi érsek tanácsára végül az uralkodó beleegyezett az ifjú grófi sarj beiktatásába. Hamarosan az egész birodalom egyik legtiszteltebb püspöke lett Gebhardból, aki nemcsak állhatatos hitével, de kiváló államférfiúi tetteivel is felhívta magára a figyelmet. 1046-ban Rómába utazott Henrik kíséretének tagjaként, ahol részt vett az uralkodó koronázási szertartásán. 1049 októberében jelen volt IX. Leó mainzi zsinatán, és 1052-ben a pápa és a császár megbeszélésein Bambergben és Regensburgban.

### Közel a trónhoz
A császár ezeken a találkozókon megismerhette az ifjú Gebhard gondolkodásmódját és kiváló politikai érzékét. Egyre közelebb került a trónhoz, és 1053-ban már Henrik egyik legfőbb tanácsadójaként számoltak vele. Befolyása olyannyira megnőtt, hogy az ő sugallatára a császár visszahívta hadait, amelyet Leó megsegítésére küldött a normannok ellen. Ezt a későbbi krónikák elbeszélései alapján, pápaként megbánta. 

Ebben az időszakban Gebhardnak világi hatalomra is sikerült szert tennie. 1053 elején a bajor trónt a hároméves IV. Henrik örökölte. Régensként Gebhardot nevezték ki Bajorország élére, aki ezt a hatalmat arra használta fel, hogy a császár uralmát megszilárdítsa a déli tartományban.

### Pápaválasztás
1054. április 19-én meghalt a római pápa, IX. Leó. Szeptemberben Hildebrand bíboros egy római legátus élén érkezett meg Henrik udvarába, és a mainzi birodalmi gyűlésen arra kérte az uralkodót, hogy nevezze ki a pápai trónra Gebhardot. III. Henrik elfogadta a bíboros javaslatát, de Gebhard elutasította az egyházfői hivatal szentségét. 

Végül 1055 márciusában Regensburgban, egy udvari gyűlésen mégis elfogadta a szent kötelességet, azzal a feltétellel, hogy a császár a Pápai Államhoz visszacsatolja az eredeti területeit. Az uralkodó elfogadta Gebhard feltételeit, így a püspök Hildebrandttal Rómába utazott, és ott 1055 Nagycsütörtökén, április 13-án hivatalosan is a pápai hivatalba iktatták és Gebhard felvette a II. Viktor nevet.

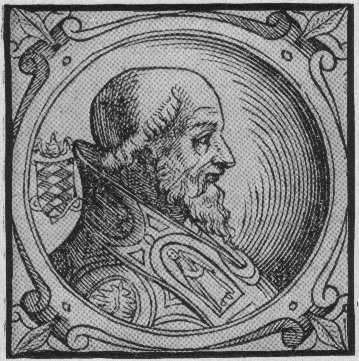
II. Viktor pápa

## Az egyház élén
Pápaként szinte mindenben követte IX. Leó politikáját, hevesen kiállt az igaz hit védelmében, és hadjáratot indított a szimónia valamint a papi bujaság ellen, viszont védelmébe fogadta a cölibátus intézményét. Mivel Viktornak igen szívélyes kapcsolatai voltak a császári udvarral, ezért gyakran olyan kérdésekben is sikert aratott, amelyekben Leó nem tudott eredményt elérni. 

1055 pünkösdvasárnapján, június 4-én Firenzében zsinatot hívott össze, amelyen Henriken kívül még 120 püspök is részt vett. Ezen a zsinaton újra állást foglaltak a szimónia és a papi hivatáshoz méltatlan bujaság ellen, aminek eredményeként több engedetlen főpapot megfosztottak hivatalától. A zsinaton született meg az a levél is, amelyben Viktor egyházi átokkal fenyegette meg I. Ferdinánd, spanyol uralkodót, amennyiben nem ismeri el III. Henriket római császárnak. Az egyházi nyomásra végül Ferdinánd beadta a derekát. Henrik hamarosan távozott az örök városból, ám hálája jeléül utazása előtt, Viktor birtokaihoz csatolta a spoletói és a camerinói hercegséget. 1056-ban Viktor Franciaországba küldte Hildebrandot, hogy ott szerezzen érvényt a firenzei zsinat döntéseinek.
Hamarosan sürgős üzenetet kapott Németországból, és szeptember 8-án Goslarba érkezett meg, majd Bodfeldnél csatlakozott a császárhoz, aki október 5-én meghalt. A halálán lévő Henrik azért küldetett Viktorért, mert azt akarta, hogy a pápa legyen hatéves gyermeke, IV. Henrik gyámja, és a birodalom régense. Az egyházfő Henrik temetése után hamar nekilátott, hogy teljesítse a császár utolsó óhaját. A történelem folyamán soha nem került ekkora hatalom a pápák kezébe. De Viktor nem használta ki az adandó alkalmat az egyház hatalmának növelésére. Októberben császárrá koronázta az ifjú trónörököst Aachenben, ezzel garantálva a fiúnak a trónt. A kölni birodalmi gyűlésen igen jó politikai érzékkel sikerült elérnie, hogy minden birodalmi főúr elismerje Henrik hatalmát. Karácsony napjára úgy érezte mindent megtett azért, hogy az ifjú uralkodó útját biztosítsa, így Ágnes császárné kezébe tette le régensi hatalmát, és visszatért Rómába.
1057. április 18-án zsinatot tartott a Lateránban, amelyen a Monte Cassinoi apátot, Frigyest a Szent Krizogonusz bíborosává emelte, hogy ezzel megszerezze a befolyásos lotaringiai herceg bizalmát, aki Frigyes bátyja volt. Júliusban Toszkánába utazott, hogy elsimítson egy joghatásköri vitát Arezzóhoz közel. Miután sikerült megoldani a problémát, öt nap múlva, július 28-án váratlanul meghalt.
Utolsó akarata az volt, hogy testét szeretett egyházmegyéjében, Eichstättben helyezzék örök nyugalomra, ám a halotti menetet megtámadta egy csoport, és a pápa holttestét Ravennában a Santa Maria Rotonda-templomban helyezték örök nyugalomra.

## Művei
- Documenta Catholica Omnia (latin nyelven). (Hozzáférés: 2011. december 6.)